# 2703 Rodari
2703 Rodari (1979 FT2) là một tiểu hành tinh vành đai chính được phát hiện ngày 29 tháng 3 năm 1979 bởi N. Chernykh ở Nauchnyj.